# Hrádek (ort i Tjeckien, Plzeň, lat 49,71, long 13,65)
Hrádek är en stad i Tjeckien.   Den ligger i regionen Plzeň, i den västra delen av landet, 70 km sydväst om huvudstaden Prag. Hrádek ligger 409 meter över havet och antalet invånare är 2 897.
Terrängen runt Hrádek är platt västerut, men österut är den kuperad. Hrádek ligger nere i en dal.  Trakten runt Hrádek är nära nog obefolkad, med mindre än två invånare per kvadratkilometer. Närmaste större samhälle är Rokycany, 5,3 km nordväst om Hrádek. I omgivningarna runt Hrádek växer i huvudsak blandskog.